# Ukrtelecom
Ukrtelecom JSC (Укртелеком) er Ukraines nationale telekommunikationsvirksomhed. Der driver forretning indenfor fastnet, internet og mobiltelefoni. Virksomheden blev etableret i 1991. Den har igennem flere år været ejet af Ukraines regering.